# سیارک ۱۳۳۲
سیارک ۱۳۳۲ (به انگلیسی: 1332 Marconia، نامگذاری:1934AA) هزار و سیصد و سی و دومین سیارک کشف شده‌است که در ۹ ژانویه ۱۹۳۴ کشف شد.
قدر مطلق سیارک برابر ۱۰٫۲۰ است.